# Zabriskie Point (album)
A Zabriskie Point Michelangelo Antonioni azonos című filmjének a zenéje. Az eredeti kiadás 1970 januárjában jelent meg, számos zenész közreműködésével. 1997-ben újra kiadták nyolc bónusz számmal, melyből négy Jerry Garcia, négy pedig a Pink Floyd szerzeménye. Ezeket a dalokat használták a filmben, de nem jelentek meg a filmzenei albumon. Jim Morrison (a The Doors énekese) a filmhez megírta az L'America című dalt, de Antonioni visszautasította. (Az L'America később megjelent a The Doors L.A. Woman (1971) című albumán.)

## Pink Floyd
A Pink Floyd 1969 novemberében és decemberében dolgozott az albumon egy római stúdióban az Ummagumma (1969) megjelenése után. A Come in #51, Your Time Is Up az újradolgozása a Careful with That Axe, Eugene című dalnak, ami eredetileg 1968. december 17-én jelent meg a Point Me at the Sky című kislemez "b" oldalán.. A Love Scene (Version 4) Richard Wright szóló zongora kompozíciója, a Country Song egy ballada, az Unkown Song (Rain in the Country-ként ismert) egy instrumentális relaxációs dal, a Love Scene (Version 6) pedig egy bluesos instrumentális szám.
A Pink Floyd több dalt is felvett, amik végül nem kerültek fel erre az albumra. Az egyik ezek közül Rick Wright szerzeménye a violent sequence, ami később Us and Them címmel a The Dark Side of the Moon (1973) című albumra került fel Waters háborúellenes dalszövegével.

## Számok

### Az eredeti 1970-es kiadás
1. Pink Floyd – Heart Beat, Pig Meat (David Gilmour/Roger Waters/Rick Wright/Nick Mason – 3:11
2. Kaleidoscope – Brother Mary (David Lindley) – 2:39
3. Grateful Dead – Dark Star (excerpt) (Jerry Garcia/Mickey Hart/Robert Hunter/Bill Kreutzmann/Phil Lesh/Ron "Pigpen" McKernan/Bob Weir) – 2:30
4. Pink Floyd – Crumbling Land (David Gilmour/Roger Waters/Rick Wright/Nick Mason] – 4:13
5. Patti Page – Tennessee Waltz(Pee Wee King/Redd Stewart) – 3:01
6. The Youngbloods – Sugar Babe (Jesse Colin Young) – 2:12
7. Jerry Garcia – Love Scene (Jerry Garcia) – 7:02
8. Roscoe Holcomb – I Wish I Was a Single Girl Again (Roscoe Holcomb/Traditional) – 1:54
9. Kaleidoscope – Mickey's Tune (David Lindley) – 1:40
10. John Fahey – Dance of Death (John Fahey) – 2:42
11. Pink Floyd – Come in #51, Your Time Is Up (David Gilmour/Roger Waters/Rick Wright/Nick Mason) – 5:01

### A bónusz dalok az 1997-es kiadáson
1. Jerry Garcia – Love Scene Improvations (Version 1) (Jerry Garcia) – 6:18
2. Jerry Garcia – Love Scene Improvations (Version 2) (Jerry Garcia) – 8:00
3. Jerry Garcia – Love Scene Improvations (Version 3) (Jerry Garcia) – 7:52
4. Jerry Garcia – Love Scene Improvations (Version 4) (Jerry Garcia) – 8:04
5. Pink Floyd – Country Song (David Gilmour/Roger Waters/Rick Wright/Nick Mason – 4:37
6. Pink Floyd – Unknown Song (David Gilmour/Roger Waters/Rick Wright/Nick Mason) – 6:01
7. Pink Floyd – Love Scene (Version 6) (David Gilmour/Roger Waters/Rick Wright/Nick Mason) – 7:26
8. Pink Floyd – Love Scene (Version 4) (David Gilmour/Roger Waters/Rick Wright/Nick Mason) – 6:45